# 元宵擺暝
元宵擺暝（實際讀音：/ŋuoŋ˥˥ liu˥˥ pɛ˧˧ maŋ˥˧/）為馬祖列島於春節過後元宵節期間的主要核心活動，受到馬祖當地居民及旅外馬祖移民的重視。馬祖文史工作者賀廣義於1994年〈島嶼‧群落‧元宵祭〉、1999年〈扛乩：人與神的共振〉有二篇專文詳盡書寫與探討（收錄在《島嶼·群落·祭祀》書中）。馬祖元宵擺暝現為連江縣文化資產之一，2009年12月30日登入為中華民國民俗及有關文物一般民俗，2019年授證為國定重要民俗文化。

## 歷史
擺暝（平話字：bā̤-màng；注音：ㄅㄝˇㄇㄤˋ）是福州話，當地口語音近「北漫」。「擺」是陳列、擺放的意思，「暝」即是「夜晚」，意為在晚上擺設好供品祭神的儀式；又「擺」與「排」方言同音，「排夜」也指不同的地方廟宇或祀神排在不同專屬夜晚舉行酬神活動。此習俗源自早期福建福州一帶的農村，盛行於馬祖列島與閩東地區。馬祖先民多數來自福州所轄的長樂、連江、羅源等縣市，因而早年承襲舊例，馬祖各島都有「上彩（綵）暝」掛燈的習俗，為各村元宵慶典拉開序幕。
擺暝慶元宵是馬祖的文化大事，雖然當地人口嚴重外流，但擺暝期間仍能號召外遷的鄉親回鄉過節團聚。近來地方政府以「擺暝嘉年華」、「擺暝文化祭」等主題擴大且隆重地辦理擺暝慶典，號召鄉親返鄉及觀光客共襄盛舉。

## 過程

### 張燈揚旗
農曆過年時，會有由村中青少年組成的鼓板隊練習準備在元宵節演出，稱「打鼓板」（ㄆㄚˇ ㄍㄨˊ ㄅㄝㄣ）。在人口多時，鼓板隊編制可達數十人，亦有組成二組鼓板隊一前一後安置在繞境隊伍中，各自敲打各組的節奏；人口少時則會到減縮或調整。「打鼓板」不分男女老幼，可謂全鄉總動員。
從元月十一日開始，馬祖列島各村陸續在廣場、廟前，搭起牌樓，掛上一串串的燈籠或馬祖風燈，居民則在家門口掛上燈籠、馬祖風燈、走馬燈或宮燈等不同樣式的燈籠，各顯創意特色；在廟宇方面，除了掛上燈籠，更會在廟埕周邊揚起該廟宇神尊名號及「風調雨順」等吉祥語的旗子。
各村莊擺暝酬神的日子不一，最早是東莒福正村的正月初七，最晚為西莒的二月初送威武陳元帥回宮，馬祖的元宵節慶典活動可長達一個月的時間；每個廟宇都有自己的祭祀組織（稱為「社」）。元宵前，由前一年信眾名冊中輪選出「社首」（方言稱「做頭人」）挨家挨戶收喜錢，依大喜、中喜、小喜收取不同金額之紅包，並且分配好繞境人員的工作。

### 迎神繞境
在遶境前一天，廟方會進行「清道」儀式，由保長公手持酒壺與青竹枝，腳踏醉步，領數名村丁，扛「清道旗」（福州話：tshiŋ1-tɔ6-ki2）、敲開道鑼，沿路張貼印有「清潔衢道（街衢）」文字及該村境廟名的黃（紅）紙，隊伍巡行村境，進行「清道」任務，通知孤魂野鬼、閒雜人等迴避，另一方面在天亮時巡視路線、避開危險路面，使得次日晚上遊神隊伍能安全出巡。

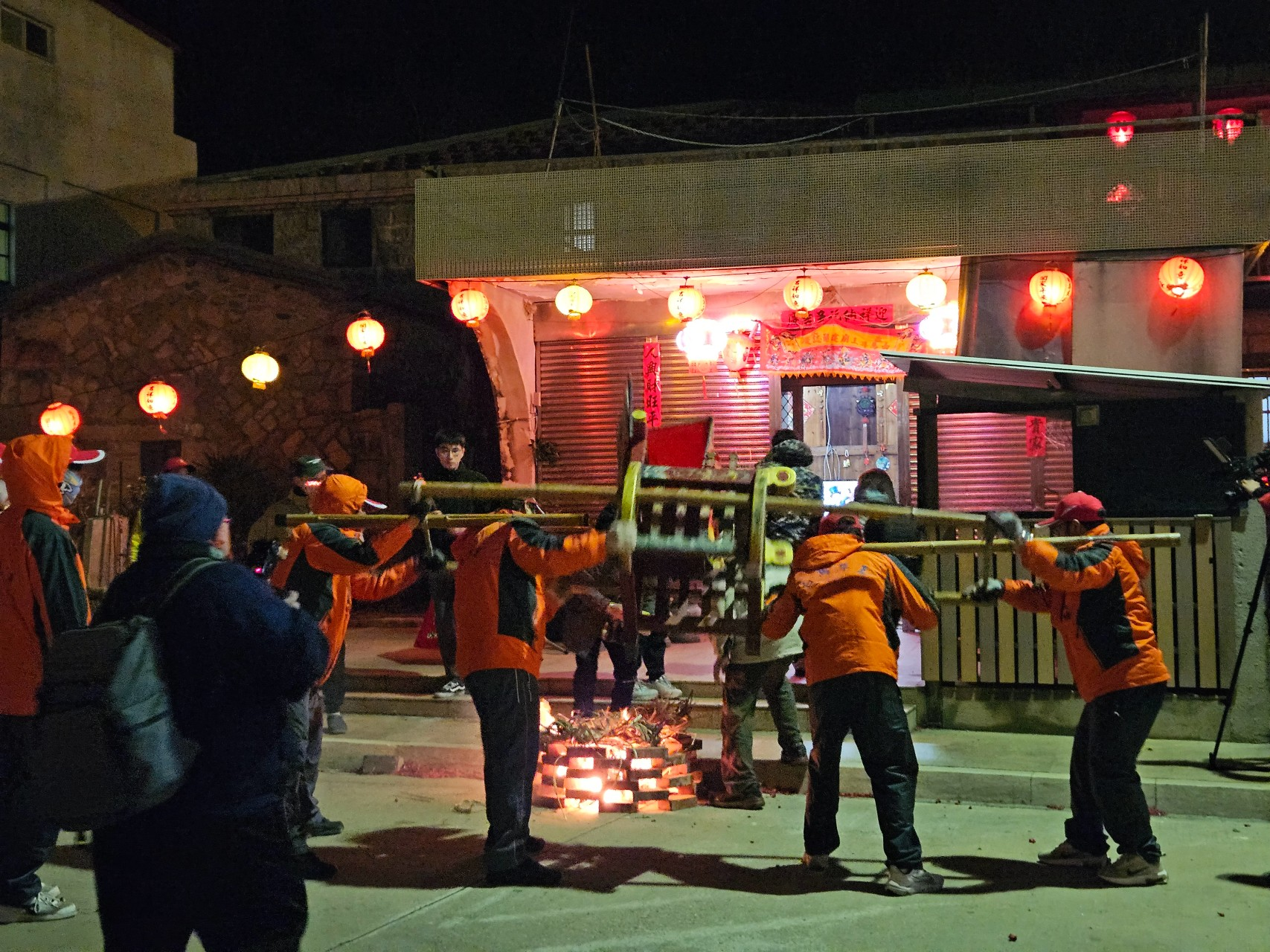
燒馬糧活動。家家戶戶會收到鄉公所發的磚頭，堆疊成圓後內部放上馬糧並點火燃燒，等待白馬尊王的隊伍經過。白馬尊王的隊伍經過時會將神轎向家戶傾斜與家戶互動。

擺暝期間，村內神明出巡繞境。下午或入夜之際，神明起駕出巡繞境，陣容相當盛大，民眾沿街設供祭拜，持香等候隊伍。神明正式出巡，為首的是高舉寫有祭祀主廟或主神的「高照（福州話：kɔ1-tsieu5）燈」，又名長棍燈，接著是保長公替遊行隊伍開道，雙手各持酒壺與青葉竹枝，一邊大幅搖晃身軀、腳踩醉步，一邊以青葉竹枝拍擊馬路作打掃狀。接著七爺、八爺開路，其身上都會掛滿一串串的光餅（東引地區），沿途讓人摘食。接在後面的是數尊「孩囝」（神偶，口語音近「黑央」），由人在神偶內頂著，行走時不時用跳的方式前進。跟在孩囝後的是「馬奴」，為神明的座前騎。元帥緊跟馬奴後，再接下來是花燈隊，之後是香爐、神轎，四周圍著衙役兵將，一名手持「敬神如神在」牌，神轎後則是鼓板隊以及信眾，其間穿插執著神尊聖號的旗幟或提著燈籠，一路浩浩蕩蕩，鑼鼓喧天，所經之處，家家戶戶燒香燃炮相迎。
馬祖列島中比較特殊的是北竿，當地盛行「扛乩文化」，神明出巡的隊伍中，都有廟宇的乩將（馬祖話稱「乩腳」，ㄍㄧ ㄎㄚ）抬著乩轎隨行。例如北竿坂里在元月十三，人們恭迎坂里境白馬尊王，匯集鄰村神明，一起前往二公里外的白沙平水尊王廟作客拜訪，沿途神轎互訪，鼓板喧天，響徹離島海濱。回程時，家家戶戶燃燒馬糧，慰勞白馬尊王的坐騎白馬，祈求神明保護鄉里。

### 設供燃燭
「擺暝」當天廟宇神龕前會排好數張桌子，由社頭、工作人員統一備好供品（南竿金板境(仁愛村)、北竿部分廟宇則由各家戶準備），原則上以一對燈燭、十盞茶酒、十副筷子、十碗佳餚素果等為一供品組，再由數組供品擺滿數張桌子，看起來是滿滿一片供品，此為擺暝（排夜）的源由。此時另有數張桌子，用來擺放村中各家戶準備的大型蠟燭，上貼紅紙書寫「弟子某某某敬叩」，傳統上以家中男主人為代表。各家戶準備的蠟燭大小、高矮不一，點起火來顯出參差不齊的燭光，如繁星點點；亦有由社頭統一購買蠟燭，或LED蠟燭燈，整齊的排成行列。

這裡要注意的是，「擺暝」與「繞境」不同，「擺暝」是擺設供品、蠟燭奉神，「繞境」是神明隊伍巡視村境，會需要更多的人力，因此有的廟宇可能因祭祀不同的神明而準備有多天、多場的「擺暝」，但「繞境」活動，可能就只選其中一晚「擺暝」才舉辦一場「繞境」。通常是當頭考量人力、經費等因素而作決定，若都充足舉辦多場「繞境」也是可行的。

另外，因考量全島參與人力，有時不同村莊廟宇會彼此錯開擺暝或繞境的時間，讓工作人員能有空協助不同村莊的活動，也能讓觀光客有時間參與多場的元宵活動，有更多不同的體驗。

### 食福祈安
有舉行「擺暝」之當晚或次日，「社頭」便將村民出資購得的共同供品烹調，在廟內或廣場由參加擺暝的社友或各家戶派員代表食用，稱為「食福」或「食社」。亦有改在餐廳舉行，所需經費多來自社友的喜錢。北竿地區多各家戶自己準備供品，拜完則自家收走，並無統一烹調分食的活動。宴席結束，每戶帶回一袋福品，袋內裝著供品的肉、橘子、蛋及包子，有「大吉大利、保佑平安」之意，祈求全年閣家平安幸福，為擺暝迎神活動，劃下句點。

## 外部連結
- 馬祖「擺暝」祭，百年元宵「保庇」一整年！ （页面存档备份，存于）
- 庚寅年信德堂探花府元宵擺暝揭序篇 （页面存档备份，存于）
- 文化部文化資產局—馬祖擺暝祭 （页面存档备份，存于）